# Palpomyia serraticauda
Palpomyia serraticauda är en tvåvingeart som beskrevs av Tokunaga 1966. Palpomyia serraticauda ingår i släktet Palpomyia och familjen svidknott. Inga underarter finns listade i Catalogue of Life.